# جي أس جروب

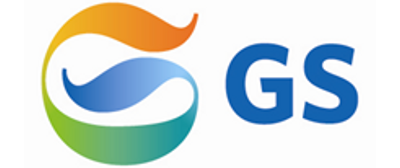

جي أس جروب هي تكتل كوري جنوبي. تتألف جي أس من جي أس القابضة والشركات التابعة والشركات التابعة بما في ذلك جي أس كالتكس وجي أس للتجزئة وجي أس للتسوق وجي أس - إي بي أس وجي أس جلوبال وجي أس للرياضة وجي أس-إي&سي وغيرها. بلغ حجم الأصول 65.4 تريليون وون كوري في نهاية عام 2019، مما يضع جي أس في المرتبة الثامنة بين أكبر مجموعة تشيبول في كوريا الجنوبية باستثناء شركات الأعمال العامة.
تأسست جي أس القابضة في يوليو 2004 وانفصلت رسميًا عن مجموعة إل جي في يناير 2005، حيث اكتسبت عائلة كوو السيطرة الكاملة على مجموعة إل جي وأسست عائلة هيوه شركة جي أس القابضة.
في ديسمبر 2005، استحوذت الشركة على 70٪ من أسهم شركة جي أس - إي بي أس. (المعروفة سابقًا باسم إل جي للطاقة المحدودة.) من شركة جي أس-إي&سي وشركة إل جي الدولية.
احتفظت عائلة كوو بالسيطرة على مجموعة إل جي بينما شكلت عائلة هيوه. غُيرت علامتها التجارية للمتاجر الصغيرة وشركات البيع بالتجزئة الأخرى التي كانت تعمل سابقًا تحت شعار مجموعة إل جي لتصبح «جي أس»، والتي تأتي مثل «مجموعة إل جي» من الاسم القديم لاكي جولد ستار.